# Ingenieurkonsulent für Informatik
Die Ingenieurkonsulenten für Informatik, Kurzform: IT-Ziviltechniker, sind Ziviltechniker in Österreich.
Die Ingenieurkonsulenten für Informatik, sind in der Fachgruppe Informationstechnologie der Kammer der Ziviltechniker organisiert. Die Befugnis zum Ingenieurkonsulenten für Informatik können Absolventen eines Studiums für Informatik erwerben.
Arbeitsgebiete in der Praxis sind: Konzeption von IT-Strategien, Abnahmetests, Erstellung von Lastenheften, Durchführung von IT-Ausschreibungen, Verhandlung mit Bietern, Review von Software-Projekten bzw. IT-Organisationen (Rechenzentren, Softwareentwicklung usw.), Spezifikation und Überprüfung von Service Level Agreements (SLAs), Zertifizierung von Software, Software-Treuhandschaft (Hinterlegung von Source-Code), Security Consulting, Planung von Security-Konzepten, Security Audits, Security Compliance Checks, Konzeption und Überprüfung von e-Government-Anwendungen.